# Agathe Verhelle
Agnès Marguerite (Agathe) Verhelle (Brugge, 23 februari 1786 - Gent, 1 december 1838) richtte in 1823 te Gent de congregatie Dames de l'Instruction Chrétienne op, later gekend als Religieuzen van het Christelijk Onderwijs.

## Familie
Verhelle was de dochter van François Verhelle en Caroline Van Den Bussche. Ze is begraven te Sint-Amandsberg, Gent.

## Congregatie
Deze Belgische congregatie waarvan het moederhuis zich in Flône bevindt heeft scholen in België, Verenigd Koninkrijk en Zuid-Amerika. De leuze van deze congregatie is “Gaudere et bene facere” – "Blij zijn en goed doen".
De congregatie van de Religieuzen van de Christelijke Onderwijzing was in 1828 een van de eerste Belgische religieuze instituten die na de Franse Revolutie pauselijke goedkeuring ontving. Deze gebeurtenis symboliseerde twee belangrijke ontwikkelingen binnen de Katholieke Kerk in de 19e eeuw. Ten eerste betekende het een erkenning van het congregatiemodel van apostolisch leven voor vrouwen, gekenmerkt door eenvoudige geloften en beperkte clausuur, een kenmerkend aspect van de religieuze vernieuwing na de Franse Revolutie. Ten tweede benadrukte het goedkeuringsproces de groeiende interesse van de Heilige Stoel in deze nieuwe vorm van religieus leven, evenals de ‘ultramontaanse’ kansen die het bood aan zowel de religieuzen als de Romeinse Curie, waardoor de relaties met lokale kerkelijke autoriteiten en hun rol binnen de Katholieke Kerk opnieuw konden worden gedefinieerd.
Slechts enkele maanden na de pauselijke goedkeuring werd in 1827 het eerste dochterhuis van de congregatie van de Religieuzen van de Christelijke Onderwijzing opgericht in Vrasene, een dorp tussen de steden Gent en Antwerpen. Nieuwe stichtingen volgden snel in de steden Oudenaarde (1828), Brugge (1829), Ronse (1830), Antwerpen (1833), Luik (1838) en Hasselt (1840). Halverwege de 19e eeuw was de congregatie uitgegroeid tot een van de belangrijkste Belgische vrouwelijke onderwijsinstituten voor de katholieke elite. Aan het einde van de 19e eeuw begon de congregatie met haar internationale uitbreiding door de oprichting van kloosters en scholen in Engeland (1891), Brazilië (1896) en Afrika (1959).

## Scholen, kloosters, internaten
In 1827 opende Agathe Verhelle in de gebouwen van het klooster te Vrasene een internaat en een externaat.
Het onderwijs was gratis en er werd vooral ontfermd over peuters, kleuters en jonge meisjes die het thuis moeilijk hadden. In 1921 trokken De Dames hier weg en werd hun werk overgenomen door de zusters Franciscanen.
In Antwerpen staat de school, gelegen in de Lange Nieuwstraat 94, bekend onder de naam Instituut Dames van het Christelijk Onderwijs of De Dames. Deze school geeft hier sinds 1834 onderwijs. Op 27 november 1944 werd de school getroffen door een inslag van een V-bom waarbij een groot deel van het gebouw in puin kwam te liggen. 3 leerlingen en 6 zusters lieten hierbij het leven.
De school in Brazilië vierde in 2016 hun 120-jarig bestaan onder de naam Colègio Damas. Zij eren stichteres Agathe Verhelle nog steeds en staan stil bij wat ze betekend heeft en nog steeds betekent voor de schoolgaande jeugd.

## Zalig- Heiligverklaring
Op 25 maart 2025 werd de erkenning van de Kerk over het leven en de deugden van de stichteres aangekondigd: Agathe Verhelle is nu officieel uitgeroepen tot Dienares van God.
De titel Dienares van God is de eerste stap in het proces van zalig- en heiligverklaring